# Michael Kiessou
Michael Kiessou, né Anacle Michael Ghounam Kiessou, est un chanteur camerounais. Il est surtout connu pour son single Bennam.
En 2015, double nommé aux Canal 2’Or Act 10 de Canal 2 International, il gagne avec Tourner les reins l'award dans la catégorie Best Video et un prix aux GreenLights Awards 2015 dans la catégorie Best Male Artist,.

## Biographie

### Enfance et débuts
Né à Douala, il est originaire de la Mifi et du Koung-Khi issus de la Région de l'Ouest (Cameroun).
Dès son jeune âge, il se laisse bercer par les musiques du monde et des rythmes traditionnels de son ouest natal. Il a très tôt été Influencé par des artistes camerounais tels que Sam Fan Thomas, Douleur, Richard Bona, et bien d’autres. Tout au long de son cursus secondaire, il nourrit sa passion et développe son art dans des compétitions scolaires.
Après avoir achevé son cursus académique en filière communication des organisations à l’Université de Douala, Michael entre dans le monde de la radio. C’est ainsi qu’il rencontrera au cours d’un stage effectué à la Radio RTM de Douala, Joyce Fotso celle  qui le guidera dans ses débuts en tant qu’animateur. Deux ans plus tard, il intègre la chaîne de télévision Canal 2 International au sein de laquelle, il animera des émissions telles que Sweet Surfer sur la radio Sweet FM, Comptoir d’Afrik et Urban list.
Durant son activité d'animateur TV-radio[à développer], il décide de se lancer dans l’industrie musicale en collaborant avec l’artiste Edel Koula. Ainsi, le single Demoiselle marque les débuts de sa carrière musicale. En mars 2013, il rencontra le producteur Philippe Nkouaya qui le fit signer sous son label Hope Music Group.

## Carrière musicale

### Partage EP: premier EP (2013-2015)

#### Genèse (2013-2014)
En 2013 après sa signature, Michael rentre en studio pour commencer à travailler de nouvelles musiques pour son EP .Abele produit par Philjohn, sorti le 17 juillet 2013 sur kurbain.com devient ainsi le premier single extrait de l'EP. Michael, dans ce nouveau titre, rend hommage au mouvement festif que l'on retrouve dans la Région du Littoral Camerounais qui marque un événement heureux. Pour accompagner ce mouvement, Michael rend aussi hommage au célèbre « Makassi » de Sam Fan Thomas. Le vidéogramme, quant à lui, réalisé par NS Pictures a été dévoilé en exclusivité sur le plateau de l’émission JAMBO sur Canal 2 International le 28 juillet 2013 puis sur YouTube le 3 août 2013. 
Quelques jours après la sortie de la vidéo Abele via la plateforme YouTube, le site web Culturebene dévoile une interview de Michaeldans laquelle il revient sur la réalisation et le concept de son nouvel EP Partage,  et déclare « j’ai appelé mon EP PARTAGE parce que je veux vraiment partager mon expérience avec les autres, échanger avec eux ce que nous avons d’essentiel ».
Le titre Abele tourne également en rotation dans les radios locales, les web radios, les chaines panafricaines telles que Boom Tv, NTV2. Le 20 aout, il preste à Malabo et à Bata - Guinée équatoriale avec Toofan et Flavour.
Le 16 novembre 2013, il dévoile Bennam deuxième single de l’EP. Une vidéo démo est postée sur YouTube le 30 novembre 2013 et le vidéogramme officiel le 28 février 2014. Le titre se place directement parmi les Tops des charts de musiques au Cameroun lors de sa sortie et devient ainsi le premier succès commercial  de l'artiste.
Partage voit le jour le 2 avril 2014 et devient ainsi le premier projet musical de Michael Kiessou sous le label Hope Music Group, et distribué par Content Connect Africa sous The Orchard. L'opus est teinté d’influences Afropop, Afrobeat et de Kwattnb ; contient sept pistes ainsi qu'une version karaoké d'Abele disponible dans la version iTunes. L'EP contient plusieurs collaborations notamment avec son producteur Philjohn et le chanteur Edel Koula.

#### Partage Deluxe Edition (2014-2015)
Lors d'une rencontre avec le webzine Culturebene en juin 2014, Michael révèle que son prochain single, qui n'est alors qu'une « ébauche », sera placé sous le signe du métissage et du retour aux sources. Le 26 juin, il annonce sur sa page Facebook la sortie du prochain single qui s'intitule Tourner les reins et lance ainsi la campagne "Après la coupe du monde, je tourne les reins". Le vidéogramme est présenté aux médias le 17 juillet via 2 conférences de presse à Douala et Yaoundé  puis est disponible le 20 juillet sur [Youtube] . Cette vidéo crée un buzz. Une semaine plus tard, le 30 juillet 2014, elle est diffusée sur des chaines panafricaines à l'instar de Trace Tv.
Le 1er novembre 2014, Michael lance le Wopalilochallenge, un défi qui consiste à esquisser des pas de danse issus de son prochain single Wopalilo et de nommer ses proches. De nombreuses célébrités relèvent le défi à l'instar de Stanley Enow, Tizeu, Olivier Nku et bien d'autres. Le 8 novembre lors de sa prestation au festival international du nguon à Foumban, il officialise la sortie de son single Wopalilo en collaboration avec le rappeur C'Prime. En décembre, il publie une vidéo démo en studio  et officialise sa première tournée de concerts : le Wopalilo live tour. Des dates supplémentaires sont ajoutées dans de grandes salles comme le Palais polyvalent des sports de Yaoundé où il est invité à prester aux côtés de la star franco-congolaise Singuila. Le vidéogramme réalisé par Adah Akendji est disponible le 20 janvier et se classe parmi les tops charts nationaux du début d'année. Le 6 février, il est récompensé aux greenlight awards dans la catégorie Meilleur artiste masculin de l'année et le 28 février lors des Canal 2or Act 10, son vidéogramme Tourner les reins réalisé par Ns Pictures est récompensé comme meilleur vidéogramme de ces deux dernières années au Cameroun et en Afrique centrale.

## Controverse
Le 24 décembre 2014, Michael décide de mettre un terme à sa carrière via un post sur sa page Facebook officielle. Les medias relayent l'information, l'opinion publique est fendue et demande des éclaircissements sur l'affaire. Certains décrient cette action comme une mauvaise stratégie de buzz ou une campagne marketing étant donné que la sortie du single Wopalilo est prévu pour la semaine suivante. Par un communiqué de presse adressé aux médias et au public, le label Hope Music Group avec Jean Raoul Anyia confirme l'information et essaye de rassurer en promettant un éventuel retour de l'artiste. Les fans et sympathisants de michael lui ont adressé une lettre 4 jours suivants cette annonce, pour lui rappeler qu'on n'abandonne pas une bataille avant d'avoir combattu. Finalement, c'est au cours de l'émission generations 2.0 de Brice Albin sur Radio Nostalgie que Michael annonce son retour et dévoile la date de sortie de son single Wopalilo.

## Discographie

### EP
- Partage  (2014-2015)[18],[36]

### Singles
- Demoiselle (2012)
- Abele (2013)
- Bennam (2013)
- Tourner les reins (2014)
- Wopalilo feat C-Prime (2015)
- Lomdie feat Locko (2015)

### Collaborations
- Zeng Zeng - Jemmy Sev (2015)[37]
- KDT - HMG feat Dynastie le tigre, Yvich (2015)[38]

#### Récompenses et nominations
Canal 2'Or Act 10 (Canal 2 International Awards)

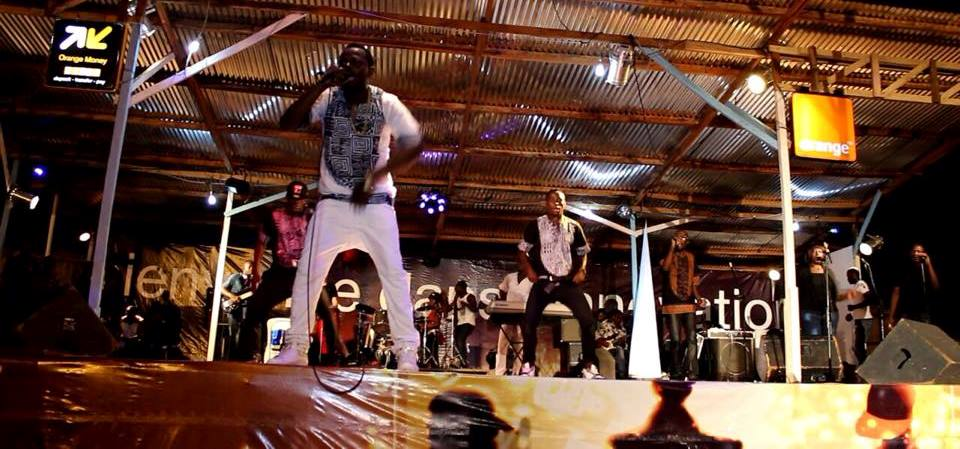
Michael Kiessou au festival Orange Fomaric

| Année | Artiste         | Catégorie                      | Résultats  |
| 2015  | Michael Kiessou | Best music revelation          | Nomination |
| 2015  | Michael Kiessou | Best video (tourner les reins) | Lauréat    |

Greenlight Awards
| Année | Artiste         | Catégorie        | Résultats |
| 2015  | Michael Kiessou | Best Male artist | Lauréat   |

KR Awards
| Année | Artiste         | Catégorie            | Résultats |
| 2015  | Michael Kiessou | Prix spécial du jury | Lauréat   |

## Tournées
Le Wopalilo Live Tour était la première tournée de concerts de Michael. Annoncée en octobre 2014 avec les dates initiales principalement en Afrique centrale, la tournée contient cinq parties et 50 spectacles. Elle a commencé à Yaoundé, au Cameroun, le 18 décembre 2014 et sera conclu à Douala, au Cameroun, le 30 août 2015. Son titre est une référence à son nouveau single avec le rappeur camerounais Wopalilo C-prime, qui d'ailleurs a fait plusieurs apparitions à travers la tournée.